# Ardauli
Ardauli ist ein sardisches Dorf mit 760 Einwohnern (Stand 31. Dezember 2023) in der Provinz Oristano in der historischen Gegend des Barigadu, die zum Großteil aus Wäldern besteht. 
Dank der günstigen Lage am Lago Omodeo ist die gesamte Gegend sehr reich an Wildtieren. Der Name des Ortes stammt aus dem Alt-Sardischen arda („Wache“) und ule (vermutlich „Tal“), darüber besteht jedoch keine Einigkeit. Die Herleitung würde jedoch in Anbetracht der erhöhten geographischen Lage des Dorfes an der Kreuzung von zwei Tälern einen Sinn ergeben.
Das bemalte Grab von Mandras (italienisch Tomba dipinta di Mandras, auch Ardauli sos musuleos genannt) liegt in Ardauli.